# O Concílio (dos Sete)
O Concílio (dos Sete) é um dos ciclos da série literária de ficção científica Perry Rhodan.
11º Ciclo: O Concílio
Volumes: P650 a P699
Com o volume P650, começou a invasão dos lares. Esses seres queriam anexar a Via-Láctea ao Concílio dos Sete, uma federação de sete galáxias, e tornar Rhodan o Primeiro Hetran, ou Governador. O terrano pretendia aceitar as exigências dos invasores, e secretamente apoiar as atividades de seus companheiros que trabalhavam contra os lares. Quando os lares descobriram suas intenções, ele foi perseguido pelo inescrupuloso superpesado Leticron.
A situação tornou-se crítica quando os lares reconheceram o Sistema Solar como a fonte de resistência e atacaram-no. Em uma das operações mais ousadas da história da Humanidade, um gigantesco transmissor de matéria foi usado para colocar a Terra e a Lua em segurança. O plano falhou: apesar do transporte em si sair como planejado, a Terra e a Lua materializaram-se no longínquo Redemoinho de Estrelas, uma espécie de cordão umbilical unindo duas galáxias e contendo uma multitude de estrelas e planetas. À medida que a Terra dirigia-se lentamente rumo a uma estrela chamada Medaillon, iniciou-se um conflito com os ploohns, a civilização dominante no Redemoinho. Perry Rhodan conseguiu selar a paz com os alienígenas, e os ploohns estabilizaram a Terra e a Lua em uma órbita ao redor de Medaillon.

## Crítica
O autor William Voltz usado a ficção científica faz uma crítica ousada situação da Alemanha de um lado subordinada ao conselho de segurança das nações unidas caracterizado na série como o concilio dos sete, e por outro pelo socialismo da U.R.S.S. na figura do primeiro Hetran da Humanidade uma caricatura de Stalin.
A saga retrata os perigos das ditaduras que se espalham pelo mundo e o domínio militar de uma nações sobre a outra.
Os rebeldes são perseguidos pelo concilio, que vigia seus aliados através de inspetores de Heton (ou ONU), retratando de forma estupenda a realidade através das diafanas asas da fantasia.
Entre as criticas ácidas estão as frases: Perry Rhodan 663, (Leticron, o Superpesado) (pg 82 da edição brasileira): "O lare fez um gesto de desprezo. Para ele, era indiferente o que os povos da Galáxia pensassem sobre o concilio dos sete. A superioridade técnica e militar dos Lares era tão grande que eles poderiam enfrentar qualquer tipo de dificuldade, para que então por que levar em consideração os habitantes da Galáxia."   Tentando mostrar de forma pungente como se formavam, e como eram apoiadas as ditaduras na galáxia por um poder oculto, uma analogia da nossa própria realidade na época.
Quanto aos militares o autor diz na pág. 85: "Airhahn olhou para ele com certa compaixão. Aquele oficial fora treinado para mostrar uma disciplina ferrenha e uma fidelidade incondicional aos seus superiores, mas provavelmente ainda pensava que agia com nobreza de caráter.  "Que absurdo", ele pensou. Ele precisava de homens assim, mas no fundo os desprezava. Carckran e seus pares não tinham condições de perceber relações entre fatos que estivessem fora de seu âmbito de atuação."
É claro uma observação para traçar uma radiografia das características peculiares dos ditadores que existiram na época o autor propõem: pág. 88 "Eu aprendi logo no inicio que é um grande erro deixar inimigos ávidos de vingança com vida.Por isso, também vou destruí a nave e toda a sua tripulação inclusive você, meu amor. Na minha tenra juventude eu tinha uma tendência de avaliar as coisas erroneamente. Cometi até o erro de glorificar a vida. Mas a vida não passa de uma cadeia de reações, que podem ser explicadas física e biologicamente ou até mesmo reproduzida, não sei por que devo leva-la em consideração.  -Mas você também é um ser vivo.
-Mas em mim atuam forças cósmicas,Meu amor.  "Isto significa que eu o passei para o próximo passo da evolução, eu não sou um inseto."
Em outro livro da série critica os filmes de ação em Perry Rhodan 688, A Guerra de um homem só de H.G. Francis declara:
Um bom filme de ação com um conteúdo propagandista habitualmente empacotado. Nesta fita, mais uma vez os terranos seriam apresentados como conquistadores brutais que apenas se interessavam em destruir o trabalho de uma vida de outrem para ficarem ricos e poderosos rapidamente.
Neste livro também falava da propaganda soviética que tentava fazer uma lavagem cerebral no povo alemão.
E ainda dizia que o povo alemão na enfrenta de frente a realidade que não existe mas o antigo império Alemão e se isto continuar a própria identidade da população estava em risco.

## Relação dos livros que compõem o ciclo
| Nr. Autor         | Título Resumo | Personagens | No Brasil Tradutor |
| ----------------- | --- | --- | ------------------ |
| 650 William Voltz | A liga dos sete Eles oferecem a sua amizade - e exigem a escravidão da humanidade                                               | Perry Rhodan, Ras Tschubai, Gucky, Hotrenor-Taak, Calloberian Léxico: Asporcos | 74                 |
| 651 Ernst Vlcek   | Os Rebeldes de Hetossa Fuga em NGC-3190 - os Terranos começam a sua luta pela liberdade                                         | Perry Rhodan, Gucky, Hotrenor-Taak, Roctin-Par Desenho esquemático: Typ Manipulator Léxico: Turass-Neo, Biomed-Modulator                                                                                 | 74                 |
| 652 H. G. Francis | Duelo entre as estrelas Caçada na Terra e no universo - um inspetor de Hetos é revelado                                         | Perry Rhodan, Reginald Bull, Atlan, Roctin-Par, Pilon Bonhero, Martola Bonhero Léxico: Verko-Voy, Parabio-Emotionaler-Wandelstoff, Heycron-Nat                                                           | 74                 |
| 653 Hans Kneifel  | O Terrano e o Rebelde Perry Rhodans fica entre os fronts - o jogo psicológico se torna mortal                                   | Perry Rhodan, Icho Tolot, Hotrenor-Taak, Roctin-Par, Siete-Torr Léxico: Auro-Pety, Staehmer, Balpirol-Halbleiter, PEW-Metall                                                                             | 74                 |
| 654 H. G. Ewers   | O cérebro lunar discorda o procedimento 'Datakill' é lançado - e Nathan luta pela sua consciência                               | Perry Rhodan, Atlan, NATHAN, Dalaimoc Rorvic, Tatcher a Hainu Léxico: Stato II | 74                 |
| 655 William Voltz | O último mago Lorde almirante Atlan é condenado a morte - Perry Rhodan deve ser o carrasco                                      | Perry Rhodan, Atlan, Hotrenor-Taak, Kaydell, Alpar Goronkon Desenho esquemático: Raumschiff der Asporcos Léxico: Stato II                                                                                | 74                 |
| 656 Clark Darlton | O detentor do secreto pessoas caçam na Terra e no universo - um traidor é achado                                                | Perry Rhodan, Gucky, Atlan, Orana Sestore, Hotrenor-Taak Léxico: ARYSZO | --                 |
| 657 Kurt Mahr     | Incidente em Arcturus uma arma é testada - e um Ultimato é feito                                                                | Perry Rhodan, Atlan, Hotrenor-Taak, Roctin-Par Léxico: Bowarote | 75                 |
| 658 Kurt Mahr     | Vôo para a nebulosa escura A terra esta sobre vigia serrada - e um espião esta a Bordo da MARCO POLO                            | Perry Rhodan, Hotrenor-Taak, Roctin-Par, Loremaar-Hunut, Kell Peppoing, Tastir Léxico: Yaanzar | 75                 |
| 659 H. G. Francis | O Bioprograma A bomba a longo prazo tiquetaqueia - um agente dormindo é ativado                                                 | Perry Rhodan, Ras Tschubai, Gucky, Roctin-Par, Izal-Ronon Desenho esquemático: Canhão pesado termalk (terrano) Léxico: Yaanzar, Reformer                                                                 | --                 |
| 660 H. G. Ewers   | Operação Bumerangue Os Posbis golpeiam a nova arma do mundo da centena de sois é usada                                          | Reginald Bull, Mang Hetely, Speech, Feryn Maytusz Léxico: Rayt | 75                 |
| 661 Hans Kneifel  | O detonador solar O ultimatum do Laren corre - em 5 de Junho de 3459 a terra morrerá                                            | Perry Rhodan, Icho Tolot, Orana Sestore, Hotrenor-Taak, Antal Manander, Gura de Noe Léxico: Rayt, Roter Anatom                                                                                           | 75                 |
| 662 Ernst Vlcek   | Caçada a um morto O Laren verifica seus parceiros - Perry Rhodan deve ousar o salto no futuro                                   | Perry Rhodan, Fellmer Lloyd, Gucky, Atlan, Geoffry A. Waringer, Mentro Kosum, Ephron Halmashi Léxico: Yaanztroner, Konservativen                                                                         | 75                 |
| 663 William Voltz | Leticron o Superpesado Ele é o Mutante de Punta Pono - e luta para regir a galáxia                                              | Hotrenor-Taak, Leticron, Quicklab, Walter Kendall, Carsoner Airhahn, Quanta Chierson, Spanger, Nos Gaimor Desenho esquemático: Beiboot Typ Ein-Mann-Jäger der USO Léxico: Extremisten, Pastrayv, Navater | 75                 |
| 664 H. G. Ewers   | Tunel através do tempo O projeto "dançarino ideal" funciona e um homem se sacrifica pela humanidade                             | Perry Rhodan, Geoffry A. Waringer, Hubert S. Maurice, Hotrenor-Taak, Leticron Léxico: Raytaner, Doynschto der Sanfte                                                                                     | 76                 |
| 665 H. G. Francis | Os ladrões do vulcão A ISK é chamada - o CheFe deve mover uma monntanha                                                         | Cheborparczete Faynybret, Paylusche-Pamo, Frank Chmorl-Pamo, Simo San Léxico: Hactschyten, VASGA, PRYHNT                                                                                                 | --                 |
| 666 Hans Kneifel  | Sob o domínio do triângulo Solar vôo no centro da galáxia - e em busca do transmissor                                           | Lerg Mopron, Fascho Lohompy, Worden Keemura, Carissa Nikori, Gulyv-Tau Léxico: Horntol, Paraabnorme Deftschynsche Verschmelz.                                                                            | 76                 |
| 667 William Voltz | O guardião do eterno Atividade em Archi Tritans - o homem com a máscara intervém                                                | Atlan, Alaska Saedelaere, Mentro Kosum, Callibso, Leticron Desenho esquemático: Analysator-Posbi (biologisch-positronischer Roboter) Léxico: Gayt-Cor                                                    | 76                 |
| 668 H. G. Ewers   | Operação bebê solar O sol ganha uma irmã menor - e Leticron inicia o ataque em grande escala                                    | Perry Rhodan, Atlan, Anson Argyris, Tatcher a Hainu, Leticron Léxico: Urgom, Wandelgeber, Fuehrl | 76                 |
| 669 H. G. Francis | Base Deus do Trovão o SolAb falha - o superpesado ameaça o sistema solar                                                        | Perry Rhodan, Gucky, Balton Wyt, Eymontop, Phryl, Kartop Léxico: Traecther | --                 |
| 670 Clark Darlton | Uma fenda no Hiperespaço Uma empreitada do rato-castor Gucky com a DINO-55 entre o futuro e a eternidade                        | Perry Rhodan, Gucky, Balton Wyt, Dalaimoc Rorvic, Irmina Kotschistowa, Nara Malinowa, Baryl-Torn | --                 |
| 671 Hans Kneifel  | O mergulhador do tempo O campo tidal rasga e uma nova arma é usada                                                              | Perry Rhodan, Atlan, Anson Argyris, Orana Sestore, Krastan Desenho esquemático: Espaçonave Asporcos | --                 |
| 672 Ernst Vlcek   | Contagem regressiva para a Terra O exército robô retorna - o tesouro do conhecimento da humanidade deve ser conservado          | Perry Rhodan, Atlan, Geoffry A. Waringer, Muszo Hetschic, Fitring Ammun | 76                 |
| 673 Kurt Mahr     | Espaçonave Terra Terra e a Lua deixam seu curso - que a fuga para a incertaza comece                                            | Reginald Bull, Neiliver Heron, Efrem Marabor, Rando Weber, Fellukh Tingdam | 76                 |
| 674 H. G. Francis | No mundo dos Dreemers Consideram a terra morta - e somente pensam em fugir                                                      | Atlan, Muszo Hetschic, Wadder Krermein, Peltszik Truminchco, Carmone Pentinura, Kaiser Karl, Kannit | --                 |
| 675 H. G. Ewers   | Monumentos do Poder A pirâmide negra aterrissa em Olimpo - e o monarca robô e caçado                                            | Anson Argyris, Roctin-Par, Tak Son, Yumeko Chandri, Kratos-Pyr Desenho esquemático: Kampfjäger der USO                                                                                                   | 80                 |
| 676 Hans Kneifel  | No turbilhão estelar Terra e a Lua em um jornada para aincerteza- o grande plano falhou                                         | Perry Rhodan, Reginald Bull, Ras Tschubai, Fellmer Lloyd, Gucky | 77                 |
| 677 Clark Darlton | A herança dos Glovaares Com a BOX-7149 em uma viagem de investigação - Terranos e Posbis em um cosmos estranho                  | Perry Rhodan, Reginald Bull, Fellmer Lloyd, Gucky, Goshmo-Khan, Der 'Kleine Kondor' | 77                 |
| 678 William Voltz | Zeus do Ano 3460 Um encontro com um Deus - humaons entre a ilusão e a realidade                                                 | Reginald Bull, Ras Tschubai, Fellmer Lloyd, Gucky, Takvorian, Goshmo-Khan, Zeus | 77                 |
| 679 Ernst Vlcek   | Na zona de influência da pirâmide Aventurar-se no mundo dos insetos de fogo - todas as energias triunfam e mas a tecnologia não | Perry Rhodan, Reginald Bull, Takvorian, Orana Sestore, Goshmo-Khan, Zeus Desenho esquemático: Robot-Raumsonde der Asporcos                                                                               | 77                 |
| 680 H. G. Francis | Planeta penal dos conquistadores Eles eram cientistas famosos - agora são escravos no mundo da prisão                           | Atlan, Ronald Tekener, Roger Geiswank, Honish Lop, Goarn Den Theinbourg, Esto Conschex, Krehan Dunnandeier                                                                                               | 78                 |
| 681 Kurt Mahr     | O pentagono Solar Lorde almirante Atlan luta em Andromeda - os Maahks fazem um lance errado                                     | Atlan, Linus Macey, Elleri Nooham, Bulmer Agbosht, Jellifer Humdran, Vin Hejmyndur | 78                 |
| 682 Hans Kneifel  | Terror dos inatos Luta no planeta do alvorecer - Terranos descobrem os "arquivos viventes"                                      | Atlan, Powlor Ortokur, Neryman Tulocky, Goarn Den Theinbourg, Esto Conschex, Grek-28, Grek-281 | 78                 |
| 683 H. G. Ewers   | A mulher da Lemuria Ela vive para milhares dos anos - e retem o legado dos antigos                                              | Atlan, Powlor Ortokur, Neryman Tulocky, Goarn Den Theinbourg, Esto Conschex, Ermigoa Desenho esquemático: Rettungsgleiter der Solaren Flotte                                                             | 78                 |
| 684 Ernst Vlcek   | Os falsos Itrinks Aterrissagem no planeta do lixo - Roi Danton e rato-castor Gucky em ação                                      | Gucky, Roi Danton, Mentro Kosum, Irmina Kotschistowa, Horre I'Eger | 77                 |
| 685 H. G. Francis | Um planeta com medo Vivem sob o gelo - e estão receosos quanto aos habitantes do terceiro planeta                               | Ras Tschubai, Fellmer Lloyd, Gucky, Roi Danton, Reelahg Layzot, Seem Allag, Der Hohe Achmil | 77                 |
| 686 William Voltz | A Frota dos mortos Eles vêm de Andrómeda - e de aterrissam no cemitério nas estrelas                                            | Alaska Saedelaere, Stackon Mervan, Zamahr Abartes, Ablither Greimoon, Fronchie, Willpuhr A.Taccatsch | 78                 |
| 687 William Voltz | Encontro no Caos No cemitério nas estrelas - Alaska Saedlaere encontra os perdidos                                              | Perry Rhodan, Alaska Saedelaere, Stackon Mervan, Zamahr Abartes, Ablither Greimoon, Tessen Amun, Willpuhr A.Taccatsch Desenho esquemático: Robotsonde der Asporcos                                       | 78                 |
| 688 H. G. Francis | A guerra de um homem só Ele começa a guerra contra Leticron - sua intenção trazer a liberdade a milhões de terranos             | Atlan, Wazzer Jacintho, Temar Kanzos, Vern Gralschoz, Masur Raschmon, Miriam Tautz, At Wenk | --                 |
| 689 Kurt Mahr     | O rapto do mutante Favo 1000 no centro dos cinturão de asteróides - descortina-se o destino dos velhos mutantes                 | Tako Kakuta, Atlan, Leticron, Thomas Kantenberg, Yandikor | 79                 |
| 690 Kurt Mahr     | A fuga do imaterial sua consciência esta eingekerkert - não obstante ele encontra a liberdade                                   | Tako Kakuta, Hotrenor-Taak, Leticron, Laafnetor-Breck, Droggnar | 79                 |
| 691 Clark Darlton | Sargaço Espacial A Expedição para o inferno energetico - uma frota se perde                                                     | Perry Rhodan, Gucky, Toronar Kasom, Metron Kaschart, Bender Desenho esquemático: Forschungskreuzer der Baramos                                                                                           | 79                 |
| 692 H. G. Ewers   | A Rainha dos Insetos Ela é mãe e o Herrscherin - conduz seus povos a luta                                                       | Perry Rhodan, Ras Tschubai, Gucky, Dalaimoc Rorvic, Tatcher a Hainu, Jaymadahr Conzentryn, Hester Bouillon                                                                                               | 79                 |
| 693 H. G. Ewers   | Nas Cavernas dos Ploohns Aterrissando no "jardim rosa" - humanos descobrem o maior segredo do povo inseto                       | Ras Tschubai, Dalaimoc Rorvic, Tatcher a Hainu, Jaymadahr Conzentryn, Greenor Varsk, Kayzihr Mandaynah                                                                                                   | 79                 |
| 694 Hans Kneifel  | Os Intangíveis A Parlamentär chega a Terra - e o Psicoduelo pela paz começa                                                     | Perry Rhodan, Ras Tschubai, Gucky, Jaymadahr Conzentryn, Argtamayn Benzynurh, Janner Daiana | 79                 |
| 695 Ernst Vlcek   | As Bombas Antimolkex Machtkampf auf Ertrus - das Geheimnis der Pyramiden wird enträtselt                                        | Hotrenor-Taak, Wargor Kenson, Quevamar Ablonth, Thorg Evargher, Hemo Gollonk, Laptir | 80                 |
| 696 William Voltz | Emissário da Paz Ein Fremder kommt - er glaubt an den Frieden und erlebt die Gewalt                                             | Hotrenor-Taak, Leticron, Kroiterfahrn, Braunter Schulz, Beltahun, Traxin Sorgol | 80                 |
| 697 William Voltz | Em Prol da Humanidade ele é um Greiko - ele não defender a verdade                                                              | Tako Kakuta, Atlan, Hotrenor-Taak, Leticron, Ronald Tekener, Kroiterfahrn | 80                 |
| 698 H. G. Francis | Motim a Bordo da MEBRECCO você esta Abtrünnige - eles procuram por um Para morto no sol estranho                                | Danzien Germell, Peltpo Papp, Jasser Kanscho, Kergijin Vasnotsch, Ashmil Horindolly Desenho esquemático: Großkampfschiff der Yaanztroner                                                                 | 80                 |
| 699 Kurt Mahr     | A Terra sob um Sol Estranho você quer derrotar o destino - eles começam na orbita solar                                         | Perry Rhodan, Ras Tschubai, Gucky, Goshmo-Khan, Zeus | 80                 |